# Sloboda-Pidlisivska, Iampol
Sloboda-Pidlisivska (în ucraineană Слобода-Підлісівська) este localitatea de reședință a comunei Sloboda-Pidlisivska din raionul Iampil, regiunea Vinnița, Ucraina.

## Demografie
Componența lingvistică a localității Sloboda-Pidlisivska
     Ucraineană (99,08%)
     Alte limbi (0,92%)
Conform recensământului din 2001, majoritatea populației localității Sloboda-Pidlisivska era vorbitoare de ucraineană (99,08%), existând în minoritate și vorbitori de alte limbi.